# Brložná diera
Brložná diera je přírodní památka v katastrálním území obce Nitrianske Sučany v okrese Prievidza v Trenčínském kraji na Slovensku. Území bylo vyhlášeno v roce 1994. Předmětem ochrany je volně přístupná jeskyně.